# クリーチャー (映画)
『クリーチャー』（Creature）はアメリカのSFホラー映画。1985年公開作品。アメリカでは当初『Titan Find』として公開された。
顔面の皮が剥がれるグロテスクなシーンが話題となった。1985年度全米SF映画協会グランプリ受賞。製作会社はトランス・ワールド・エンターテイメント。
監督はウィリアム・マローン。出演しているのは日本ではほとんど無名の俳優ばかりだが、『ノスフェラトゥ』で知られる怪優、クラウス・キンスキーが出演している。

## あらすじ
21世紀、新たな鉱物資源を求め、世界各地の巨大企業は宇宙へ進出。最大企業の一つ、アメリカのNTI社は、土星の衛星タイタンで、エイリアンの遺跡を発見するが、そこには20万年もの間、恐るべきモンスターが獲物を待ち構えていたのである。

## スタッフ
- 監督：ウィリアム・マローン
- 製作：ウィリアム・ダン
- 製作総指揮：モシュ・ディアマント、ロニー・ヘイダー
- 脚本：ウィリアム・マローン、アラン・リード
- 撮影：ハリー・マシアス
- 音楽：トーマス・チェイス、スティーヴ・ラッカー
- 特撮：L.A.エフェクト・グループ

## キャスト
| 役名                      | 俳優                   | 日本語吹替                    |
| ------------------------- | ---------------------- | ----------------------------- |
| マイク・デビソン          | スタン・アイヴァー     | 屋良有作                      |
| ベス・シェリダン          | ウェンディ・シャール   | 小山茉美                      |
| デイヴィッド・パーキンス  | ライマン・ウォード     | 堀勝之祐                      |
| ジョン・フェンネル        | ロバート・ジャフィ     | 江原正士                      |
| メラニー・ブライス        | ダイアン・サリンジャー | 有馬端香                      |
| ウェンディ・H・オリヴァー | アネット・マッカーシー | 勝生真沙子                    |
| スーザン・デランバー      | マリー・ローラン       | 土井美加                      |
| ハンス・ホフナー          | クラウス・キンスキー   | 千田光男                      |
| その他                    |                        | 島田敏 喜多川拓郎 稲葉実 ほか |

## 過去作品へのオマージュ
監督のウィリアム・マローンは大のSF＆ホラーマニアとして知られる。この作品もリドリー・スコット監督『エイリアン』（1979年）の亜流作品の一つとして扱われており、作中には『エイリアン』や『遊星よりの物体X』（1951年）など、SFホラーの古典作品へのオマージュとも受け取れる場面が見受けられる。
- タイトルの『クリーチャー』 - 「クリーチャー」（Creature）と言うのは本来、登場するモンスターの固有名詞ではなく、被造物という「（ヤハウェの）創造物」ひいては「生物」を意味する普通名詞である。転じて、SFやホラーの世界ではたとえばフランケンシュタインのクリーチャーなど「怪物（モンスター）」を指す専門用語としても用いられる。これは『エイリアン』の「エイリアン」（Alien, 本来は「外国人」、転じて「異星人」）や『物体X』の「ザ・シング」（The Thing, 「物」、（正確には複数形で）「生き物」など）にも共通する所である。いずれもそのモンスターの固有名詞ではないにもかかわらず、そのインパクトがあまりに強烈なため、固有名詞のように認識されている。

- クリーチャーが収納されているプラスチック製のカプセル - 『エイリアン』のフェイスハガーが生まれる卵を思わせる。
- クリーチャーの造型 - エイリアンに似ている。
- クリーチャーが発見されたのは土星の衛星タイタン。また、ナメクジとも蜘蛛ともつかない小動物を、殺害した人間の頭に貼り付けて操る。 - ロバート・A・ハインラインのSF小説『人形つかい』（ハヤカワ文庫）では、タイタンのナメクジだかアメーバのようなエイリアンが人間に寄生して、地球侵略を目論んだ。
- クリーチャーに高圧電流を浴びせて倒そうとする - 『遊星よりの物体X』では、ザ・シングが同じ方法で倒された。作中には、『物体X』と思われる映画の話が出てくる。しかし、本作品では気絶させただけで、倒すことは出来なかった。